# سانا مقبول
سانا مقبول خان (بالإنجليزية: Sana Makbul)‏ (مواليد 1993 في مومباي)، هي ممثلة وعارضة أزياء هندية بدأت مسيرتها الفنية سنة 2011.

## مسيرتها
بدأت سانا مسيرتها كعارضة أزياء، ثم بدأت تظهر في الاعلانات والبرامج التلفزيونية.

## روابط خارجية
- سانا مقبول على موقع IMDb (الإنجليزية)
- سانا مقبول على موقع قاعدة بيانات الفيلم (الإنجليزية)